# Denebola brachycephala
A Denebola brachycephala az emlősök (Mammalia) osztályának párosujjú patások (Artiodactyla) rendjébe, ezen belül a narválfélék (Monodontidae) családjába tartozó Denebola fosszilis emlősnem egyetlen faja.

## Előfordulása
A Denebola brachycephala a késő miocén korszakban körülbelül 10-9 millió évvel élt ezelőtt; ott, ahol a mai Alsó-Kalifornia (Baja California) területe fekszik. Elterjedése arra utal, hogy a narválfélék korábban a melegebb vizekben is éltek.

## Rendszertani besorolása
Ez a fosszilis cetféle, a feltételezések szerint a mai beluga (Delphinapterus leucas) őse lehetett. Emiatt korábban ezt a fajt is a Delphinapterinae alcsaládba sorolták be.

### Fordítás
- Ez a szócikk részben vagy egészben  a   Denebola brachycephala című angol Wikipédia-szócikk ezen változatának fordításán alapul.  Az eredeti cikk szerkesztőit annak laptörténete sorolja fel. Ez a jelzés csupán a megfogalmazás eredetét és a szerzői jogokat jelzi, nem szolgál a cikkben szereplő információk forrásmegjelöléseként.